# Jean Seberg
Jean Seberg (Marshalltown, 13 novembre 1938 – Parigi, 30 agosto 1979) è stata un'attrice statunitense.
Considerata da molti come una icona della Nouvelle Vague.

## Biografia
Nata nel Midwest in una famiglia luterana, da Dorothy Arline Benson, insegnante, ed Edward Waldemar Seberg, farmacista, fu scoperta dal regista Otto Preminger, che la diresse nei suoi primi due film, Santa Giovanna (1957), nel ruolo della pulzella d'Orléans, e Buongiorno tristezza (1958), tratto dall'omonimo libro di Françoise Sagan, in cui interpretò un'annoiata adolescente francese.
Entrambe le pellicole non ottennero grande successo, così l'attrice lasciò gli Stati Uniti per la Francia, dove ottenne la consacrazione internazionale interpretando la studentessa Patricia, amata da un nevrotico omicida (Jean-Paul Belmondo) in Fino all'ultimo respiro (1959) di Jean-Luc Godard, ruolo che la impose come musa incontrastata della Nouvelle Vague, oltre che come un'icona di stile.
Nel 1963 recitò nel ruolo di una seducente adultera nel sentimentale L'amante di 5 giorni di Philippe de Broca e in Amore alla francese di Robert Parrish. Del 1964 è Lilith - La dea dell'amore, di Robert Rossen, mentre nel 1966 interpretò, ancora con Godard, Le più belle truffe del mondo. Nel 1968 fu l'interprete di Gli uccelli vanno a morire in Perù, il cui regista era Romain Gary, all'epoca suo marito.
La sua carriera giunse all'apice nel 1970, quando uscirono tre film che la vedevano protagonista: Airport di George Seaton, grande successo con Burt Lancaster e Dean Martin,  La ballata della città senza nome di Joshua Logan, con Clint Eastwood e Lee Marvin e Macho Callagan di Bernard L. Kowalski con Lee J. Cobb.
In varie occasioni recitò per registi italiani: nel 1961 in Congo vivo di Giuseppe Bennati, nel 1970 con il ruolo di una turista americana in Ondata di calore di Nelo Risi, nel 1972 in Camorra di Pasquale Squitieri e in Questa specie d'amore di Alberto Bevilacqua, nella parte di una moglie in crisi. Negli anni settanta ridusse le sue apparizioni cinematografiche e negli ultimi tre anni di vita non prese parte a nessun film.

## Vita privata
Sposata quattro volte (con François Moreuil, Romain Gary, Dennis Charles Berry e Ahmed Hasni), Jean Seberg ebbe una vita privata molto tormentata, anche a causa delle frequenti e violente depressioni di cui soffrì. Il suo appoggio ai movimenti antirazzisti fu ostacolato dai servizi segreti; in particolare il sostegno al movimento delle Pantere Nere fu oggetto nel 1970 di un'indagine persecutoria dell'FBI nei confronti dell'attrice, che fu sottoposta a una campagna stampa denigratoria che compromise il suo equilibrio emotivo.
L'8 settembre 1979, quando risultava scomparsa già da dieci giorni, Jean Seberg venne trovata morta nella sua auto. Aveva 40 anni. Accanto un breve biglietto d'addio: «Forgive me. I can no longer live with my nerves.» La causa ascritta al suo suicidio fu "sovradosaggio di barbiturici". È sepolta a Parigi nel cimitero di Montparnasse.

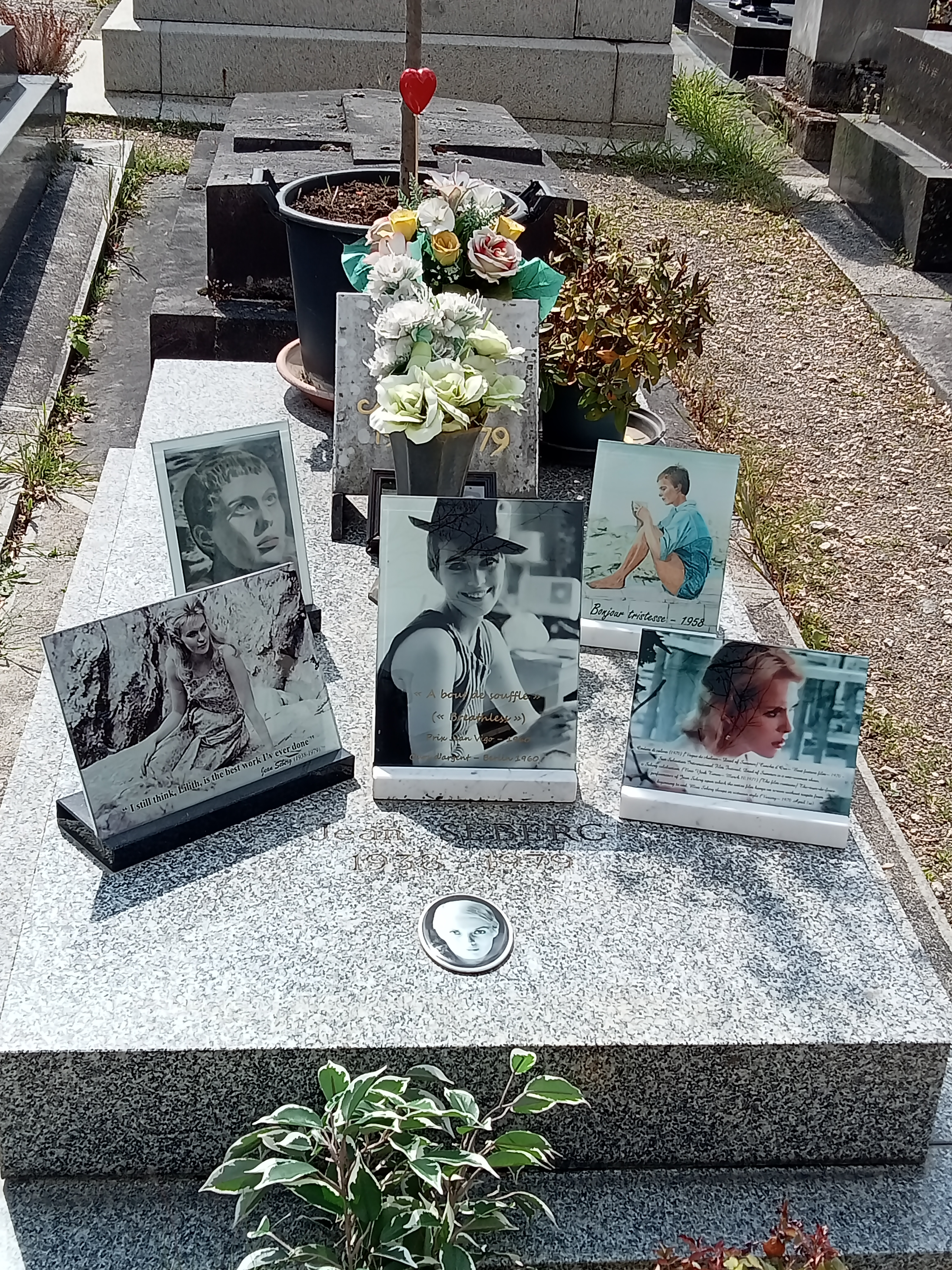
La tomba nel cimitero di Montparnasse

## Influenza culturale
Nel 2019 Amazon Studios distribuì un film originale basato sulla vita dell'attrice intitolato Seberg - Nel mirino, che si concentra sulla sua battaglia contro l'FBI. Il film fu diretto da Benedict Andrews mentre Jean Seberg fu interpretata da Kristen Stewart.

## Filmografia

Jean Seberg in una scena di Camorra (1972)

- Santa Giovanna (Saint Joan), regia di Otto Preminger (1957)
- Buongiorno tristezza (Bonjour tristesse), regia di Otto Preminger (1958)
- Il ruggito del topo (The Mouse That Roared), regia di Jack Arnold (1959)
- Fino all'ultimo respiro (À bout de souffle), regia di Jean-Luc Godard (1960)
- Che nessuno scriva il mio epitaffio (Let No Man Write My Epitaph), regia di Philip Leacock (1960)
- Appuntamento con la vita (La récréation), regia di Fabien Collin e François Moreuil (1961)
- L'amante di cinque giorni (L'amant de cinq jours), regia di Philippe de Broca (1961)
- Desideri proibiti (Les grandes personnes), regia di Jean Valère (1961)
- Congo vivo, regia di Giuseppe Bennati (1962)
- Amore alla francese (In the French Style), regia di Robert Parrish (1963)
- Le più belle truffe del mondo (Les plus belles escroqueries du monde), episodio Le Grand Escroq, regia di Jean-Luc Godard (1964)
- Scappamento aperto (Échappement libre), regia di Jean Becker (1964)
- Lilith - La dea dell'amore (Lilith), regia di Robert Rossen (1964)
- Allarme in cinque banche (Un milliard dans un billard), regia di Nicolas Gessner (1965)
- Da un momento all'altro (Moment to Moment), regia di Mervyn LeRoy (1965)
- La linea di demarcazione (La ligne de démarcation), regia di Claude Chabrol (1966)
- Una splendida canaglia (A Fine Madness), regia di Irvin Kershner (1966)
- Avventurieri per una rivolta (Estouffade à la Caraïbe), regia di Jacques Besnard (1967)
- Criminal story (La route de Corinthe), regia di Claude Chabrol (1967)
- Gli uccelli vanno a morire in Perù (Les oiseaux vont mourir au Pérou), regia di Romain Gary (1968)
- Pendulum, regia di George Schaefer (1969)
- La ballata della città senza nome (Paint Your Wagon), regia di Joshua Logan (1969)
- Airport, regia di George Seaton (1970)
- Macho Callagan (Macho Callahan), regia di Bernard L. Kowalski (1970)
- Ondata di calore, regia di Nelo Risi (1971)
- Kill!, regia di Romain Gary (1971)
- Questa specie d'amore, regia di Alberto Bevilacqua (1972)
- Camorra, regia di Pasquale Squitieri (1972)
- L'attentato (L'attentat), regia di Yves Boisset (1972)
- L'altra casa ai margini del bosco (La corrupción de Chris Miller), regia di Juan Antonio Bardem (1973)
- Ballad for Billy the Kid (1974) - anche regia (cortometraggio)
- Il gatto e il topo (Mousey), regia di Daniel Petrie (1974)
- Bianchi cavalli d'agosto, regia di Raimondo Del Balzo (1975)
- Prossima apertura casa di piacere (Le grand délire), regia di Dennis Berry (1975)
- Die Wildente, regia di Hans W. Geissendörfer (1976)
- Le bleu des origines, regia di Philippe Garrel (1979)

## Riconoscimenti
- Golden Globe
  - 1965 – Candidatura alla migliore attrice in un film drammatico per Lilith - La dea dell'amore
- BAFTA
  - 1962 – Candidatura alla migliore attrice protagonista straniera in un film drammatico per Fino all'ultimo respiro

## Doppiatrici italiane
- Maria Pia Di Meo in Buongiorno tristezza, Fino all'ultimo respiro, L'amante di 5 giorni, Airport, Questa specie d'amore, Camorra
- Fiorella Betti in Il ruggito del topo, Lilith - La dea dell'amore, Gli uccelli vanno a morire in Perù, La ballata della città senza nome
- Rita Savagnone in Una splendida canaglia
- Vittoria Febbi in Bianchi cavalli d'agosto